# ميكليت هاديرو
ميكليت هاديرو (بالإنجليزية: Meklit Hadero)‏ هي مغنية وكاتبة أغاني استقرت في سان فرانسيسكو، كاليفورنيا. اشتهرت بأدائها الحيوي على خشبة المسرح أثناء الغناء وبمزج موسيقى الجاز والفلكلور مع الموسيقى الإفريقية الشرقية في موسيقاها. ولدت ميكليت في إثيوبيا ونشات في الولايات المتحدة الأمريكية ودرست العلوم السياسية.

## روابط خارجية
- ميكليت هاديرو على موقع ميوزك برينز (الإنجليزية)
- ميكليت هاديرو على موقع أول ميوزيك (الإنجليزية)
- ميكليت هاديرو على موقع ديسكوغز (الإنجليزية)